# 班田使
班田使（はんでんし）は、律令制において班田収授を行うために、京及び畿内諸国に派遣された官人を指す。

## 概要
諸国の班田は、その国の国司が従事したものであり、時にはそれに先だって、天平宝字4年（760年）正月に任命された巡察使のように、校田のための使者が中央から派遣されることもあった。この時の巡察使は「校田駅使」とも呼ばれている。
これに対して、京や畿内においては、特別に朝廷から国別に、校田のための校田使と、班田のための班田使が派遣されている。以降、中央官人が班田使に任じられ、班田授口帳に基づいて行っている。班田終了時には実施結果を田図帳につくり、民部省に報告することになっていた。使（長官）以下、四等官のほかに、多数の算師や史生によって構成されており、これは9世紀の元慶3年（879年）まで続けられたことが判明している。
その派遣は『日本書紀』によると持統天皇6年（692年）に
とあるのが最初で、飛鳥浄御原令の班田収授法を初めて実施するためのもので、前年夏に進上された庚寅年籍に基づく班田が行われたことが知られている。その後、しばらく記録に班田使のことは現れず、班年は文武2年（698年）、慶雲2年（705年）、和銅3年（710年）、霊亀2年（716年）、養老7年（723年）の5回あったわけであるが、『続日本紀』の天平元年（729年）に
から、再度史書に現れている。これはこの時の班田が、神亀6年（729年）3月の太政官奏により、全国の口分田を収公し、再班給されているといった事情があったものと推定される。
『続日本紀』の範囲内での史料は、以下のようなものになる。
- 天平元年度（729年）…上記の記事のほか、『万葉集』巻第二十、4455番の題詞

とあり、当時左大弁であった葛城王（橘諸兄）が山背国班田使に任命されたことが知られている。また、同じく『万葉集』巻第三、443の題詞
より、この時の班田使には、使の下に判官・史生が加わっていることも分かっている。なお、この時丈部竜麻呂が自殺したのには、この時の班田のやり直しが、ことのほか心身を消耗する激務であったことを示している。
- 天平14年度（742年）…天平14年の9月に、左右京と畿内への派遣の記事があり[6]、翌15年四月廿二日の弘福寺田数帳[7]を作成したのが、大和国班田使とすると、長官一人（右大弁紀飯麻呂）、判官2人、准判官1人、主典1人の編成であったようである。
- 天平勝宝7歳度（755年）…『正倉院文書』に「七歳九月廿八日」日付の班田使歴名が残されている[8]。初行に「班田司　合七十五人〈准判官五人、算師廿人、史生五十人〉」と記されており、地域別には

| （大和国）左 | 准判官1人      | 算師4人 | 史生10人 |
| （大和国）右 | 准判官1人      | 算師4人 | 史生10人 |
| 山代         | 准判官1人      | 算師4人 | 史生6人  |
| 河内         | 准判官2人      | 算師4人 | 史生10人 |
| 津           | （准判官なし） | 算師4人 | 史生10人 |

以上は、実務担当者の歴名で長官・次官についての史料は存在していない。
- 宝亀5年度（774年）（任命・発遣は前年と思われる）…大和国添下郡京北班田図（奈良西大寺所蔵）の宝亀5年5月10日付けの京北四条の班田図の加署者を、大和国班田使とすると、その編成は、長官1人（左大弁佐伯今毛人）、次官1人、判官1人、権1人、主典2人、他に算師1人、史生3人となる。
- 延暦5年度（786年）…延暦5年9月に、以下のような班田使の任命記事がある。

大和国班田左長官／正四位上神王
同次官／従五位下石川朝臣魚麻呂
右長官／従四位下佐伯宿禰久良麻呂
同次官／外従五位下島田臣宮成
河内和泉長官／従四位下巨勢朝臣苗麻呂
同次官／従五位上紀朝臣作良
摂津長官／従四位上和気朝臣清麻呂
同次官／従五位下藤原朝臣葛野麻呂
山背長官／従四位下壱志濃王
同次官／従五位下多治比真人継兄
ほか、使別に、判官2人、主典2人が随行している。
- 延暦10年度（791年）…延暦10年8月に、畿内の班田使を任命した、とある[10]。